# Драмњак
Драмњак (алб. Dramjak) је насељено место у општини Урошевац, на Косову и Метохији. Према попису становништва из 2011. у насељу је живело 1.235 становника.

## Становништво
Према попису из 2011. године, Драмњак има следећи етнички састав становништва:
| Националност | 2011.          |
| Албанци      | 1.233 (99,84%) |
| Турци        | 1 (0,08%)      |
| неизјашњено  | 1 (0,08%)      |
| Укупно       | 1.235          |

| Демографија | Демографија | Демографија |
| Година      | Становника  | Становника  |
| ----------- | ----------- | ----------- |
| 1948.       | 457         |             |
| 1953.       | 518         |             |
| 1961.       | 612         |             |
| 1971.       | 736         |             |
| 1981.       | 936         |             |
| 1991.       | 1.168       |             |
| 2011.       | 1.235       |             |